# Afrocominella
Afrocominella is een geslacht van weekdieren uit de klasse van de Gastropoda (slakken).

## Soorten
- Afrocominella capensis (Dunker, 1844)
- Afrocominella turtoni (Bartsch, 1915)